# Lubat (Babylonische Astronomie)
Lubat (auch Uduimin; sumerisch LU.BAT; UDU.IMIN; akkadisch bibbu) bezeichnete in der babylonischen Astronomie den Begriff Planet, der auf die im Altertum fünf bekannten Planeten Venus, Jupiter, Mars, Merkur und Saturn Anwendung fand. Mit diesem Sumerogramm wurden auch Sonne und Mond betitelt.
Wie sich das akkadische Wort bibbu von den Sumerogrammen ableitet, ist bis heute ebenso nicht sicher geklärt wie die Übersetzung der sumerischen Wortzeichen. Zur Diskussion stehen Wildschaf und abseits/frei weidendes Schaf.
Ob die sieben Planeten im Zusammenhang der sieben Planetengötter stehen, muss offenbleiben, da Saturn und Venus mit dem üblichen Sternideogramm MUL (akkadisch: kakkabu) sowie Mars mit UL geschrieben wurden. Die ergänzende göttliche Zuweisung mit dem Schriftzeichen Dingir galt dagegen nur für Jupiter, Merkur, Sonne und Mond.